# Шасеге
Шасеге (фр. Chasseguey) насеље је и општина у северној Француској у региону Доња Нормандија, у департману Манш која припада префектури Авранш.
По подацима из 2011. године у општини је живело 76 становника, а густина насељености је износила 24,84 становника/km². Општина се простире на површини од 3,06 km². Налази се на средњој надморској висини од 123 метара (максималној 210 m, а минималној 92 m).

## Демографија
| 1962. | 1968. | 1975. | 1982. | 1990. | 1999. | 2011. |
| ----- | ----- | ----- | ----- | ----- | ----- | ----- |
| 95    | 139   | 114   | 121   | 104   | 87    | 76    |

График промене броја становника у току последњих година